# Власовский сельсовет (Лотошинский район)
Власовский сельсовет — упразднённая административно-территориальная единица, существовавшая на территории Московской губернии и Московской области до 1954 года.
Власовский сельсовет был образован в первые годы советской власти. По данным 1921 года он входил в состав Ошейкинской волости Волоколамского уезда Московской губернии.
По данным 1926 года в состав сельсовета входили 3 населённых пункта — Власово Слобода, Власово северное и Власово среднее, а также 1 больница.
В 1929 году Власовский с/с был отнесён к Лотошинскому району Московского округа Московской области.
17 июля 1939 года к Власовскому с/с был присоединён Кузяевский с/с (селения Кузяево и Борки).
14 июня 1954 года Власовский с/с был упразднён, а его территория передана в Ошейкинский с/с.